# Мухаммед бин Тани
Шейх Мухаммед бин Тани (до 2 октября 1788 — 18 декабря 1878) (араб. محمد بن ثاني‎), Мухаммед бин Тани бин Мухаммед Аль Тамир (араб. محمد بن ثاني بن محمد آل ثامر‎) — второй хаким Дохи после своего отца шейха Тани бин Мухаммеда Аль Тамира, с 1868 года хаким всего Катара. Он известен прежде всего как отец шейха Джасима бин Мухаммада Аль Тани, основателя эмирата Катар, отбившего свои владения от османской армии в конце XIX века.

## Биография
Шейх Мухаммед бин Тани родился в Фувайрате (англ., Катар) до 2 октября 1788 года, его отцом был шейх Тани бин Мухаммед Аль-Тамир (ум. 1860). Он был вторым из пяти его сыновей. После продолжительной жизни в Фувайрате семья перебралась в 1847 году в Доху, где отец Мухаммеда занял должность хакима. После смерти отца в 1860 году, Мухаммед стал главой своего клана и хакимом Дохи. Вскоре шейх Мухаммед бин Тани расширил своё влияние на весь Катарский полуостров и укрепил свои позиции на внешнем уровне, вступив в союз с Фейсалом бин Турки, эмиром второго саудовского государства, который лично посетил Катар в начале 1851 года.
В 1863 году катарцы предприняли попытку освободиться из-под власти Бахрейна. В 1867 году бахрейнцы нанесли поражение объединенным силам местных племен, но в сентябре 1868 года англичане свергли шейха Бахрейна Мухаммада. Новый шейх Али признал независимость Катара. 12 сентября 1868 года шейх Мухаммед бин Тани подписал договор с полковником Льюисом Пелли, британским резидентом в Персидском заливе, признавшем независимость Катара.
В июне 1871 года Мухаммед бин Тани признал вассальную зависимость от Османской империи, в Эль-Биде обосновался специальный турецкий чиновник, а шейх Мухаммед был объявлен каймакамом Катара.
В 1876 году Мухаммед бин Тани отрёкся от власти в связи с преклонным возрастом в пользу своего старшего сына шейха Джасима бин Мухаммада Аль Тани.
Шейх Мухаммед умер через два года после своего отречения от престола в 1876 году. Он умер 18 декабря 1878 года, в тот же день празднуется Национальный день Катара, в результате естественного старения.

## Дети
У шейха Мухаммеда было 8 детей: шестеро сыновей и две дочери, обе с неизвестными именами.
| № | Имя                               | Должность                             | Дата рождения | Дата смерти   |
| - | --------------------------------- | ------------------------------------- | ------------- | ------------- |
| 1 | Шейх Джасим бин Мухаммад Аль Тани | Правитель Катара (сер. XIX в. — 1913) | 1825          | 1913          |
| 2 | Шейх Ахмед бин Мухаммад Аль Тани  | наместник Дохи в 1900—1905 годах      | 1853          | 1905          |
| 3 | Шейх Фахад бин Мухаммад Аль Тани  | нет                                   | неизвестно    | ранняя смерть |
| 4 | Шейх Эид бин Мухаммад Аль Тани    | нет                                   | неизвестно    | ранняя смерть |
| 5 | Шейх Джабор бин Мухаммад Аль Тани | нет                                   | 1878          | 1934          |
| 6 | Шейх Тамир бин Мухаммад Аль Тани  | нет                                   | неизвестно    | неизвестно    |
| 7 | Шейха … бинт Мухаммад Аль Тани    | нет                                   | неизвестно    | неизвестно    |
| 8 | Шейха … бинт Мухаммад Аль Тани    | нет                                   | неизвестно    | неизвестно    |